# Climax (Kolorado)

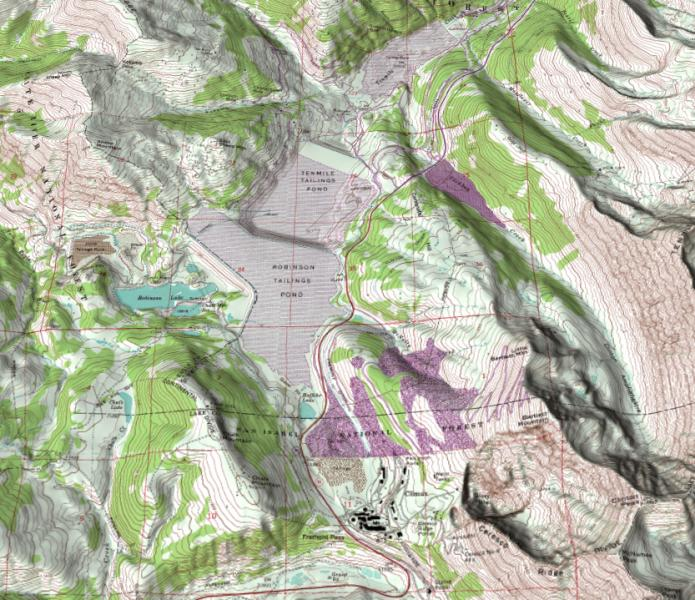
Climax, Kolorado

Climax – wielki ośrodek wydobycia rud molibdenu w stanie Kolorado (USA), w aglomeracji Denver.